# Sara (imię)
Sara, z języka angielskiego Sarah – imię żeńskie pochodzenia hebrajskiego, oznacza: „księżniczka”.

## Popularność
W 2021 roku imię było 108. najczęstszym na świecie. W tym roku nosiło je ponad 3,75 miliona osób, w tym ponad 575 tysięcy Egipcjanek, prawie 450 tysięcy Amerykanek, ponad 350 tysięcy Sudanek, ponad 200 tysięcy Marokanek i Meksykanek oraz prawie 200 tysięcy Hiszpanek.

## Saraimieninyobchodzi
- 19 stycznia
- 20 kwietnia
- 13 lipca
- 20 sierpnia
- 9 października
- 27 grudnia

## Osoby o imieniu Sara
- Sara Anzanello – włoska siatkarka
- Sara Allgood – irlandzka aktorka
- Sara Algotsson Ostholt – szwedzka jeźdźczyni sportowa
- Sara al-Hamidi – tunezyjska zapaśniczka
- Sara Ahmed Maher – egipska zapaśniczka
- Sara Al-Flaij – bahrajńska pływaczka
- Sara Sudoł – polska piosenkarka
- Sara, księżna Yorku – księżna brytyjska
- Sara Chmiel – polska piosenkarka
- Sara Doron – izraelska polityk
- Sara Hector – szwedzka narciarka alpejska
- Sara Kafrit – izraelska polityk
- Sara Kolak – chorwacka lekkoatletka
- Sara Marom Szalew – izraelska polityk
- Sara Moreira – portugalska lekkoatletka
- Sara Müldner – polska aktorka
- Sara Paxton – amerykańska aktorka
- Sara Petersen – duńska lekkoatletka
- Sara Sztern-Katan – izraelska polityk
- Sara Szabłowska – reżyserka teatralna
- Sara Takanashi – japońska skoczkini narciarska

### Postacie biblijne
- Sara – żona Abrahama
- Sara – żona Tobiasza

## Sarah
Sarah jest angielskim odpowiednikiem imienia Sara. W 2021 roku to imię nosiło prawie 5 milionów osób, w tym ponad 850 tysięcy Amerykanek, ponad 430 tysięcy Angielek, prawie 370 tysięcy Ugandyjek, ponad 250 tysięcy Iranek, Egipcjanek i Nigeryjek oraz prawie 250 tysięcy Irakijek.

### Osoby o imieniu Sarah
- Sarah Bernhardt – francuska aktorka i reżyserka
- Sarah Buxton – amerykańska aktorka
- Sarah Connor – niemiecka piosenkarka
- Sarah Chatto – potomkini brytyjskiej rodziny królewskiej
- Sarah Harding – brytyjska piosenkarka i aktorka
- Sarah Hughes – łyżwiarka figurowa
- Sarah Kane – dramatopisarka, autorka scenariuszy filmowych
- Sarah Köhler – niemiecka pływaczka
- Sarah McLachlan – kanadyjska piosenkarka, pianistka i kompozytorka
- Sarah Jessica Parker – amerykańska aktorka
- Sarah Michelle Gellar – amerykańska aktorka
- Zara Larsson – szwedzka piosenkarka
- Sarah Palin – gubernator Alaski, kandydatka na wiceprezydenta USA
- Sarah Pitkowski-Malcor – francuska tenisistka
- Sarah Sjöström – szwedzka pływaczka
- Sarah Wayne Callies – amerykańska aktorka
- Sarah Brightman – piosenkarka